# Concerto per violoncello e orchestra n. 1 (Saint-Saëns)
Il Concerto per violoncello e orchestra n° 1 in la minore op. 33 di Camille Saint-Saëns è una composizione scritta nel 1873.

## Storia della composizione
Accanto all’attività di pianista e compositore, Camille Saint-Saëns si era dedicato con grande impegno a promuovere la diffusione della musica francese ed europea dirigendo innumerevoli concerti; tuttavia, una parte della critica musicale in Francia non si mostrava affatto benevola nei suoi confronti, come nel caso della “Revue des Deux Mondes” che già nel 1862 lo qualificava come «studioso, anzi pedante, coltissimo su tutto ma carente di originalità». A queste feroci critiche, il maestro replicava con energia continuando ad esercitare una instancabile attività sia divulgativa che creativa; videro così la luce opere come il magnifico Trio in fa ed il Quintetto con pianoforte composti tra il 1865 ed il 1867, che contribuirono a ripristinare il culto della musica da camera in Francia, nonché il Primo ed il Secondo Concerto per pianoforte e orchestra (1865-1868). Inoltre, Saint-Saëns provvide a organizzare concerti dedicati a musiche di Mozart alla Salle Pleyel avvalendosi della collaborazione del violinista virtuoso spagnolo Pablo de Sarasate, per il quale aveva composto il suo Primo Concerto per violino e orchestra nel 1867. La fama del musicista cominciava intanto a diffondersi anche oltre i confini nazionali, a dispetto dei critici detrattori (ai quali Saint-Saëns avrebbe replicato con pungente ironia tutta francese, inserendoli nel Carnevale degli animali con l’indicazione di “Personaggi dalle orecchie lunghe”, cioè somari!); il Primo Concerto per pianoforte ricevette in Germania ampi elogi dopo l’esecuzione avvenuta al Gewandhaus di Lipsia, mentre il Secondo Concerto per pianoforte (dedicato a Anton Rubinstein) ottenne gli entusiastici commenti da parte di Franz Liszt. Successivamente, nel dicembre 1869, ancora a Lipsia Saint-Saëns eseguì il suo Terzo Concerto per pianoforte e orchestra; l’anno appresso, in occasione del centenario della nascita di Beethoven, si recò a Weimar dove incontrò nuovamente Liszt, al quale accennò il grande progetto operistico a cui attendeva da tre anni, il Samson et Dalila. Dopo il 1870, ebbe inizio il periodo migliore della copiosa produzione musicale di Saint-Saëns, durante il quale furono composte numerose delle sue opere maggiormente significative, tra cui accanto alla Sonata per violoncello (1872), al Quartetto con pianoforte (1875) ed al Quarto Concerto per pianoforte e orchestra (1877) figura il Primo Concerto per violoncello e orchestra in la minore. Composto espressamente per esaltare le qualità di fine virtuoso di Auguste Tolbecque, al quale l’opera è dedicata, fu eseguito per la prima volta il 19 gennaio 1873 a Parigi presso la Società dei concerti del Conservatorio sotto la direzione di Édouard Deldeves. Il Primo Concerto fu immediatamente considerato come una delle opere più affascinanti della letteratura per il violoncello e fu accolto con entusiasmo dai violoncellisti, specie in considerazione del fatto che il romanticismo non ha offerto molte opere interessanti per il loro strumento. 

## Struttura della composizione
Non diversamente dal Primo Concerto per violino, il Primo Concerto per violoncello e orchestra di Saint-Saëns si presenta in un unico blocco ma, osserva Luigi Bellingardi, di tali proporzioni e con le sue varie sezioni così chiaramente distinte che può essere considerato in tre tempi da eseguirsi senza interruzione. Ciò che rende notevole quest’opera è il fatto che essa costituisce una contraddizione rispetto alla professione di fede artistica del suo autore, il quale ebbe una volta a dichiarare: «Per me l’arte è forma. L’espressione, la passione, ecco ciò che seduce prima d’ogni cosa l’amatore. Per l’artista, le cose stanno altrimenti. L’artista che non si sente pienamente soddisfatto dalle linee eleganti, dai colori armoniosi, da una bella serie di accordi, non comprende affatto l’arte». In effetti Saint-Saëns, uno dei più grandi classicisti di tutti i tempi, rivela in questo Primo Concerto di aver subito l’influenza della concezione di Liszt che mira alla contrazione e alla modellatura perfetta della forma concertistica, rinvenibile già all’inizio dell’op. 33 in quanto non fa la sua comparsa la consueta imponente ed elaborata introduzione orchestrale. 
L’inizio, indicato in tempo Allegro non troppo, si apre con un assai breve e violento accordo dell’orchestra, cui segue immediatamente l’intervento del solista che espone senza indugi il tema principale, le cui terzine ripetute assumono quasi il significato di un vero e proprio leitmotiv. Dopo un crescendo ed un culmine d’intensità (terzine dei flauti), appare un “secondo tema” cantabile intonato dal violoncello. Vi è il ritorno delle terzine, seguito da un episodio di virtuosismo per il solista. Interviene allora un terzo elemento tematico (Allegro molto), in fa maggiore, avente funzione conclusiva. Si ode ancora il ritorno delle terzine, ed è nell’ardore ritmico che si conclude questa prima parte del Concerto. Segue un Allegretto con moto in si bemolle, dall’andatura di un minuetto. L’orchestra inizia da sola, ma poi il solista si sovrappone ed i rispettivi elementi tematici, inizialmente distinti, si mescolano gradualmente. Repentinamente incomincia la terza parte del Concerto (Tempo I) che riprende di primo acchito la fine della prima parte, ciò che conferma a posteriori la funzione e il carattere di intermezzo dell’episodio in si bemolle. Le terzine riappaiono immediatamente ed in questa terza parte si ritrovano numerosi richiami a quanto udito nell’inizio, ma appare anche un nuovo tema destinato al solista Un peu moins vite (Poco meno presto). Nella conclusione si ritrova un’ampia (anche se modificata) ripresa, nella quale Saint-Saëns dà prova di grande capacità inventiva riuscendo a inserire nuove idee, che conferiscono al Concerto i tratti propri di una fantasia. Una coda in maggiore porta alla fine dell’opera, per la quale più che di movimenti si può dire che sia composta di spiritosi segmenti messi insieme senza cuciture.

## Discografia parziale
- Jacqueline du Pré, Philadelphia Orchestra, Daniel Barenboim (Teldec)
- Maurice Gendron, Orchestre National de l’Opéra de Monte-Carlo, Roberto Benzi (Philips)
- Matt Haimovitz, Chicago Symphony Orchestra, James Levine (Deutsche Grammophon)
- Ofra Harnoy, Victoria Symphony Orchestra, Paul Freeman (RCA-BMG)
- Lynn Harrell, Cleveland Orchestra, Sir Neville Marriner (Decca)
- Steven Isserlis, London Symphony Orchestra, Michael Tilson Thomas (RCA-BMG)
- Maria Kliegel, Bournemouth Sinfonietta, Jean-François Monnard (Naxos)
- Julian Lloyd Webber, English Chamber Orchestra, Yan Pascal Tortelier (Philips)
- Yo-Yo Ma, Orchestre National de France, Lorin Maazel (CBS Sony-BMG)
- Mischa Maisky, Orpheus Chamber Orchestra (Deutsche Grammophon)
- Leonard Rose, Philadelphia Orchestra, Eugene Ormandy (Sony-BMG)
- Leonard Rose, Philharmonic-Symphony Orchestra New York, Dimitri Mitropoulos (Sony-BMG)
- Mstislav Rostropovich, London Philharmonic Orchestra, Carlo Maria Giulini (EMI)
- Mstislav Rostropovich, Philharmonia Orchestra, Sir Malcolm Sargent (EMI)
- Mstislav Rostropovich, USSR Radio-TV Symphony Orchestra, Grigory Stolyarov (Melodiya)
- Heinrich Schiff, New Philharmonia Orchestra, Sir Charles Mackerras (Deutsche Grammophon)
- László Varga, Orchestra of Radio Luxembourg, Louis de Froment (Vox Turnabout)
- Christine Walewska, Orchestre National de l’Opéra de Monte-Carlo, Eliahu Inbal (Philips)